# Coöperatieve Verlichtingsfabriek
De Coöperatieve Verlichtingsfabriek is een voormalige elektriciteitscentrale in de Groningse wijk Helpman. De centrale was van 1906 tot 1916 actief.

## Geschiedenis
De Coöperatieve Verlichtingsfabriek Helpman is in 1905 opgericht door Jan Evert Scholten - van het Scholten-concern - en Willem Penaat - van lak- en verffabriek Sikkens. Samen wilden zij de 1000 villa's en huizen in Helpman van stroom voorzien, waaronder ook de villa van Scholten, Villa Gelria. Op 21 april 1905 werd de coöperatie opgericht. Op 15 augustus werd de bouwaanvraag ingediend bij de gemeente Haren, die een concessie gaf van 10 jaar. In mei 1906 was de bouw voltooid en kon het elektriciteitsnet in gebruik genomen worden. Bij de ingebruikname waren er 55 aansluitingen.
In de concessie was bepaald dat de spanning niet meer dan 110 volt mocht zijn. Hierdoor was uitbreiding van het net nauwelijks mogelijk.
In 1914 nam het Provinciaal Energiebedrijf de Centrale Helpman in gebruik, waarmee het voortbestaan van de Coöperatieve Verlichtingsfabriek in gevaar kwam.
In februari 1916 eindigde de concessie. Deze werd niet verlengd door de gemeente Groningen, waar Helpman inmiddels onder viel. Voor 10.000 gulden werd het hele net, inclusief alle 68 huisaansluitingen en straatverlichting, overgenomen door het gemeentelijk elektriciteitsbedrijf. Omdat het GEB 200 volt leverde in plaats van 110 volt moesten alle klanten hun apparatuur en lampen vervangen. Het gebouw en erf werden op 26 februari 1916 per publieke verkoop verkocht.

## Later gebruik
Na het sluiten van de elektriciteitscentrale heeft er nog een smederij en een aannemersbedrijf gezeten. In 2020 zijn er na een asbestsanering appartementen in het pand.
1. 1 2  Coöperatieve Verlichtingsfabriek in de Groninger Archieven
2. ↑  Nieuwsblad van het Noorden, 23 februari 1916
3. ↑  Nieuwsblad van het Noorden, 30 december 1950
4. ↑  Foto uit 1991 in de Beeldbank Groningen